# Ülo Sirk
Ülo Sirk (ros. Юло Хеннович Сирк; ur. 4 kwietnia 1935 w Haapsalu, zm. 15 grudnia 2011 w Moskwie) – estońsko-rosyjski językoznawca i orientalista, specjalista w zakresie języków austronezyjskich. Zajmował się gramatyką i typologią lingwistyczną, językiem malajskim, językem bugijskim z wyspy Celebes oraz komparatystyką austronezyjską.
Studiował geologię na Uniwersytecie w Tartu. Podczas studiów zaczął przejawiać zainteresowanie orientalistyką i posiadł znajomość języka indonezyjskiego. W 1965 roku obronił pracę kandydacką w Instytucie Orientalistyki Rosyjskiej Akademii Nauk.
Sporządził opis gramatyczny języka bugijskiego, później przetłumaczony na francuski i angielski.

## Publikacje (wybór)
- Grammatika indoniezijskogo jazyka (współautorstwo, 1972)
- Bugijskij jazyk (1975)
- Awstroniezijskije jazyki (1982)
- Indoneesia keel ja indoneesia keeled (1993)
- Bugijskij jazyk w tradicyonnoj litieraturie (1997)
- The Buginese language of traditional literature (1996)
- Awstroniezijskije jazyki: Wwiedienije w srawnitielno-istoriczeskoje izuczenije (2008)